# The Ash Pit
The Ash Pit ist ein inaktiver, 1580 m hoher Vulkankrater am Südrand des Kitsu Plateau in der kanadischen Provinz British Columbia. Der Vulkankrater im südlichen Teil des Mount Edziza Provincial Park entstand im Holozän und könnte das jüngste Objekt im Mount Edziza Volcanic Complex sein. Er liegt auch in der Northern Cordilleran Volcanic Province und ist Teil des Pazifischen Feuerrings, der mehr als 160 aktive Vulkane umfasst.